# Randolph Childress
Pour les articles homonymes, voir Childress.
Randolph Childress, né le 21 septembre 1972, à Washington DC, est un ancien joueur américain de basket-ball. Il évoluait au poste de meneur.